# Рагби клуб Динамо Панчево
Рагби клуб Динамо Панчево је рагби јунион (рагби 15) клуб из Панчева и један је од најстаријих и најуспешнијих српских рагби клубова.Рагби клуб Динамо Панчево основан је 1954.

## Успеси
Национално првенство - 4
1968, 1969, 1974, 1979.
Куп Југославије у рагбију - 5
1973, 1975, 1977, 1978, 1979
Највише одиграних утакмица за клуб
Станчевић Никола 380 утакмица
Највише постигнутих поена за клуб
Станчевић Никола 1079 поена